# ديفيد وارد
ديفيد وارد (10 فبراير 1961 - ) (بالإنجليزية: David Ward)‏ هو لاعب كريكت بريطاني.